# 中原街道

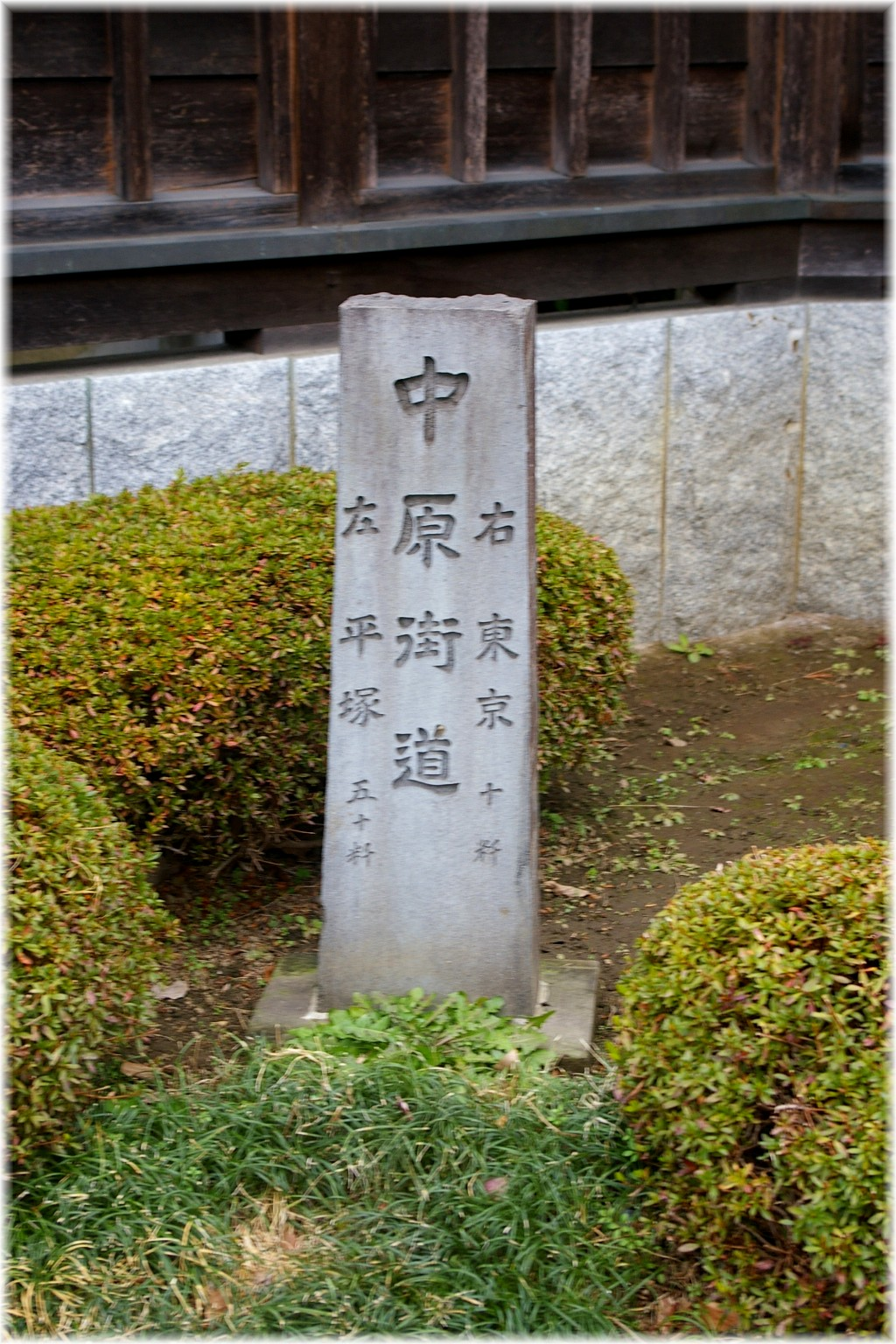
中原街道道標

中原街道（なかはらかいどう）は、相模国（神奈川県）平塚と武蔵国豊島郡江戸（東京）とを結ぶ街道で、多摩川を丸子で渡る。成立は古代に遡り、東海道の一部としても機能していた。

## 歴史
中原街道は、相模国と武蔵国（荏原郡・豊島郡）とを結ぶ街道である。
古代に発祥を持ち、相模国国府から、武蔵国橘樹郡郡衙を通り、丸子で多摩川を渡り、後の時代の江戸へ至った。一部は延喜式によって定められた古代の東海道に含まれていたらしいが、それ以前からあった道ではないかとも言われる。
中世鎌倉街道下道が一部を利用したとも考えられている。日蓮が利用するなど中世には利用されていたと考えられている。
後北条氏の時代に本格的に整備をし、工事の際狼煙をあげ、それを目印に道を切り開いたため、比較的直線区間が多い。狼煙を挙げた場所で今も記録に残っているのは、「横浜市旭区の今宿南町、清来寺の裏山」「上川井の大貫谷」「瀬谷区の三ツ境駅裏側」などがある。

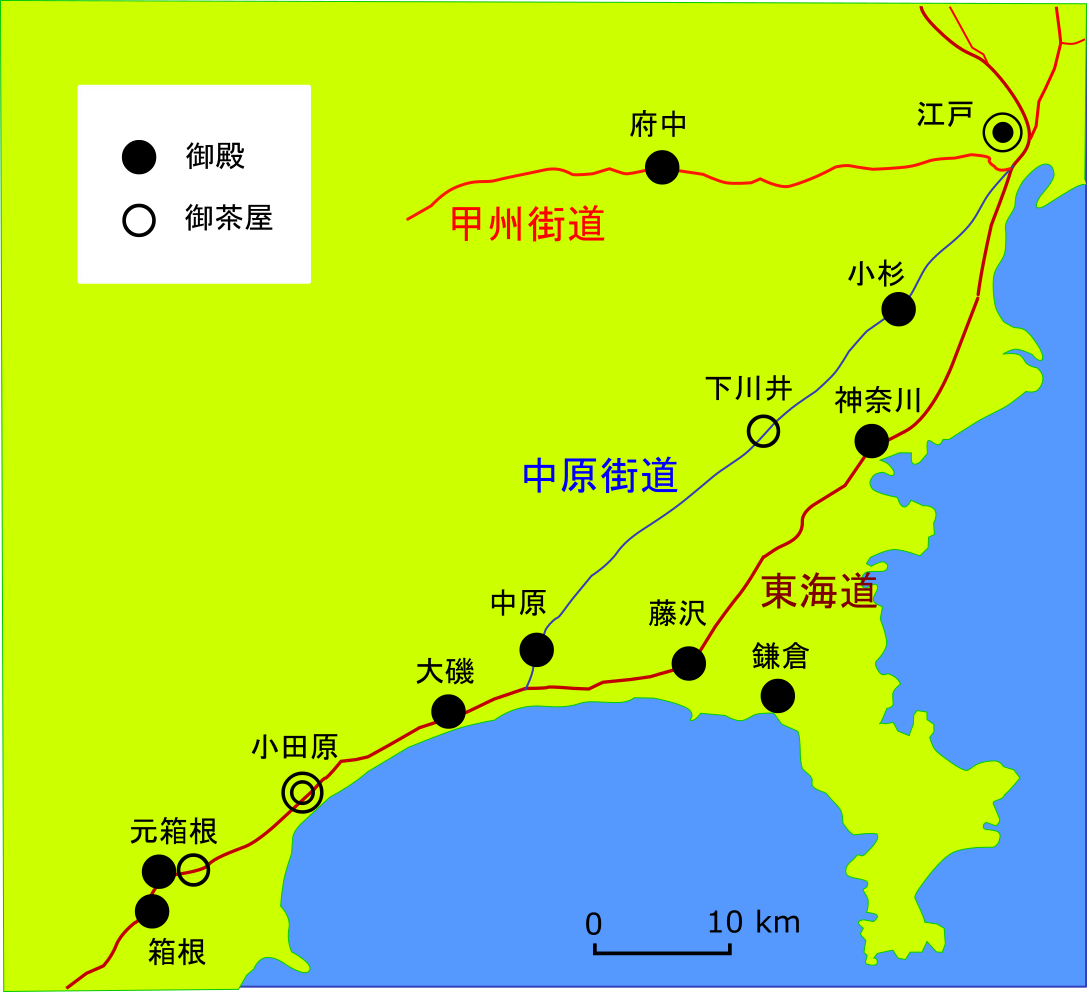
中原街道周辺の御殿、御茶屋の分布図

1590年（天正18年）に徳川家康が江戸入りした際もこの街道を利用したと言われる。

### 江戸時代
江戸時代に東海道が整備された後は、江戸虎ノ門（現在の東京都港区虎ノ門）と平塚中原（現在の神奈川県平塚市御殿で、ここに中原御殿があった）とを結ぶ脇街道とされ、「中原街道」の名で呼ばれることとなった。別称として、相州街道・お酢街道・江戸間道・小杉道・こやし街道などがある。
小杉、下川井、中原に御殿が作られると、将軍の駿府往還や鷹狩などにも利用された。なお、「中原街道」と呼ばれるようになったのは、江戸時代に入って徳川幕府が行った1604年の整備以降である。
東海道が整備されると幹線道としての役割は東海道に譲るが、江戸 - 平塚間をほぼ直線につなぐ道路であり、脇往還として沿道の農産物等の運搬や旅人の最速ルートとして利用された。東海道は大名行列に使われるため、その煩わしさを嫌う庶民や商人が利用した。赤穂浪士も東海道を避け、中原街道で江戸入りしたと伝えられている。
現在は江戸時代とルートが多少異なるが、なお主要地方道として利用されている。

## 宿場
中原街道は脇街道であったため、東海道のような宿駅は設けられず、荷物等の受け渡しを行う継立場が下記の通り設けられた（なおこの継立場を中原街道の宿場とする見解もある）。
- 小杉（神奈川県川崎市中原区）
- 佐江戸（神奈川県横浜市都筑区）
- 瀬谷（神奈川県横浜市瀬谷区）
- 用田（神奈川県藤沢市）

## 現在の経路
中原街道は現在の国道1号桜田通りから東京都道・神奈川県道2号線および神奈川県道45号線に相当し、高座郡寒川町一之宮の田村の渡し、または、四之宮の渡しで相模川を渡り、平塚市御殿へ達している。

## 中原街道ギャラリー

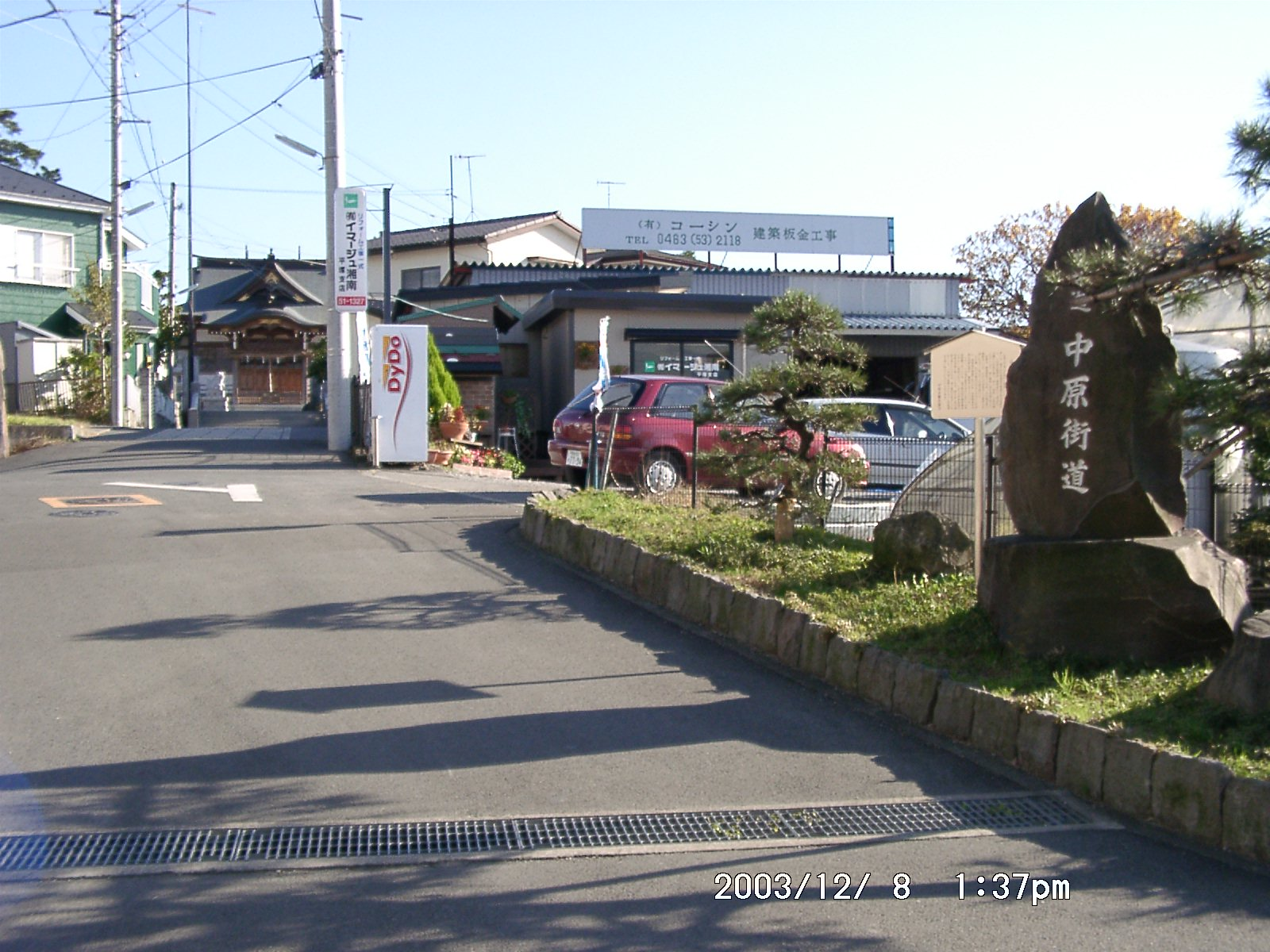
中原街道の碑（平塚市真土）、左奥は真土神社
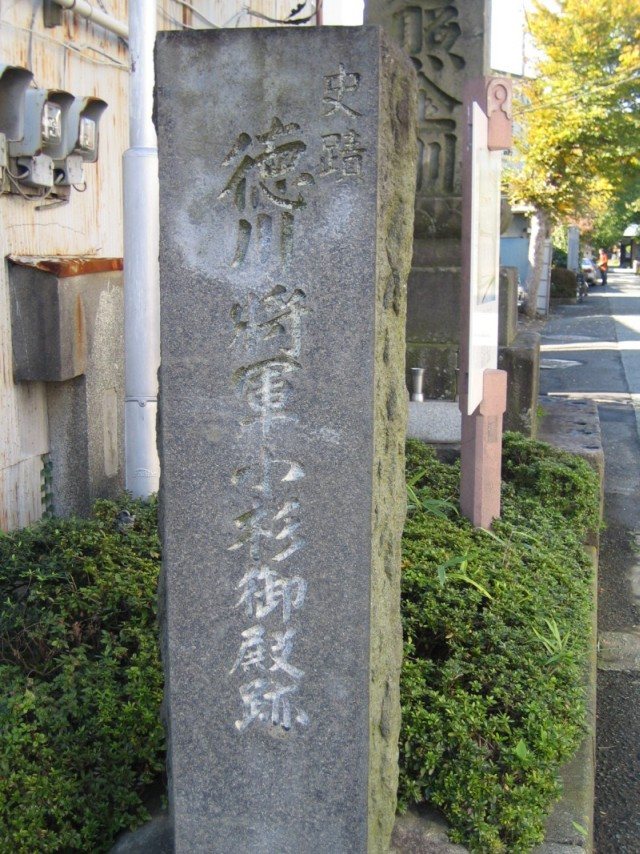
小杉御殿跡地の碑
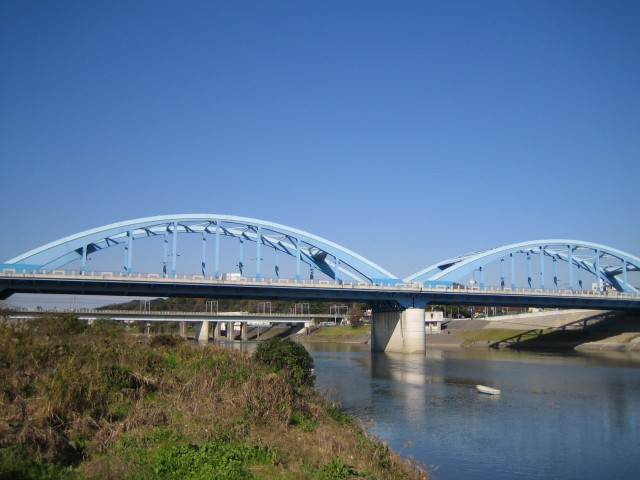
丸子橋（昭和初期までは橋がなく、「丸子の渡し」があった）